# Adolph Kummernuss

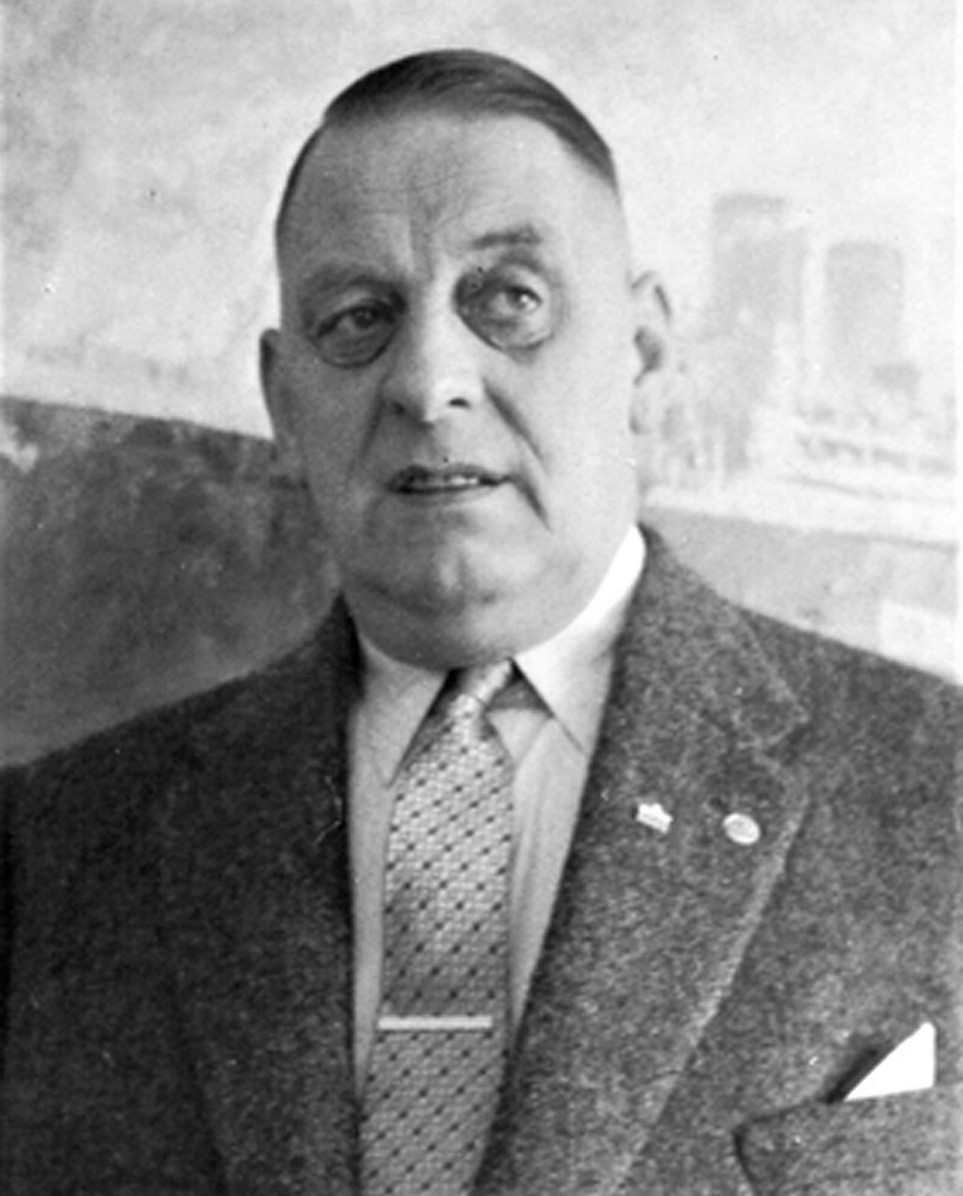
Adolph Kummernuss

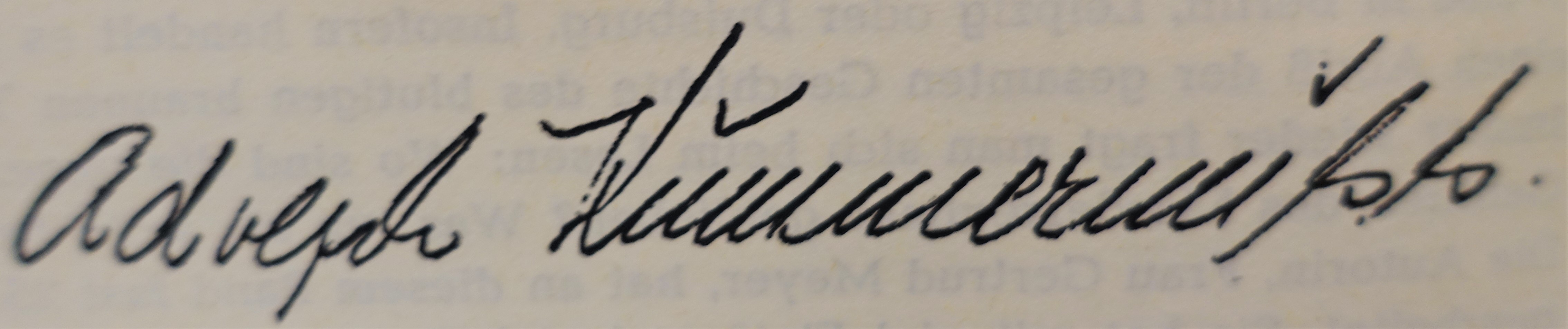
Unterschrift von Adolph Kummernuss

Adolph Ludwig Kummernuss (* 23. Juni 1895 in Hamburg; † 7. August 1979 in Travemünde) war ein führender deutscher Gewerkschafter (Vorsitzender der ÖTV und des DGB).

## Leben während des Kaiserreichs und des Ersten Weltkriegs
Kummernuss wurde in Hamburg als Sohn eines Schmiedes geboren. Er hatte noch weitere elf Geschwister. Als „Semmeljungen“ trugen Adolph und sein Zwillingsbruder Georg zum Familienunterhalt bei. Er besuchte die Volksschule, verließ danach das Elternhaus und quartierte sich als Schlafgänger in der Nachbarschaft ein. Im Jahr 1909 trat er in die Sozialistische Arbeiterjugend ein. Seinen Lebensunterhalt verdiente er ab 1912 als Schauermann im Hamburger Hafen. Noch im selben Jahr trat er in den Deutschen Transportarbeiter-Verband und die SPD ein. Am 20. Mai 1915 wurde er als Infanterist zum Kriegsdienst eingezogen. Seine Division kämpfte an der Ostfront in Russland und erlitt schwere Verluste. Er selbst wurde schwer verwundet und im März 1916 an die Westfront verlegt. Im Oktober 1918 wurde er erneut verwundet. Kummernuss wurde im Ersten Weltkrieg zum überzeugten Pazifisten.

## Tätigkeit während der Weimarer Republik
Nach Kriegsende wurde er Straßenfeger in Hamburg-Eilbek, kurze Zeit später wieder Schauermann am Hamburger Salpeterkai sowie Küper für Baumwolle. In diese Zeit fällt auch seine Fortbildung an der Hamburger Volkshochschule. Im Frühjahr 1920 wurde er zum gewerkschaftlichen Vertrauensmann und im selben Jahr – nach Verabschiedung des Reichsbetriebsrätegesetzes – zum Betriebsrat im Hamburger Hafen gewählt. Dort arbeitete er von 1923 bis 1926 als Vorarbeiter. In der SPD trat er als Referent auf Bezirksebene und sonstigen Parteiveranstaltungen auf. Seine gewerkschaftliche Laufbahn begann als gewählter „Türkontrolleur“. 1923 wählte der Bezirksvorstand Adolph Kummernuss als Beisitzer in den Hamburger Vorstand nach. Wiederwahlen in den Bezirksvorstand erfolgten bis 1933. Von 1924 bis 1933 war er Mitglied im Reichsbanner Schwarz-Rot-Gold. Vom 1. Oktober 1926 bis zum 30. Juni 1927 wurde er vom Hauptvorstand zum Studium an der Akademie der Arbeit nach Frankfurt am Main delegiert. Dort besuchte er in Abendvorlesungen Veranstaltungen des Arbeitsrechtler Hugo Sinzheimer, die seine Rechtsvorstellung nachhaltig prägten. Nach seiner Rückkehr aus Frankfurt war er als hauptamtlicher Funktionär angestellt. Als „Agitationsleiter“ für den Hamburger Hafen hatte er alle anfallenden gewerkschaftlichen Probleme der Hafenarbeiter zu lösen. Gleichzeitig arbeitete er als ständiger Mitarbeiter am Hamburger Echo. In der Schlussphase der Weimarer Republik wurde er in die Hamburger „Rechtsauskunftsstelle“ des Gesamtverbandes versetzt, wo er bis zur Gleichschaltung der Gewerkschaften am 2. Mai 1933 blieb.

## Zeit des Nationalsozialismus
Mit der Zerschlagung der Gewerkschaften konnte sich Kummernuss nicht abfinden. Er agitierte gegen den Nationalsozialismus und besuchte bereits im Mai 1933 Edo Fimmen, den Leitenden Sekretär der Internationalen Transportarbeiter-Föderation, um erste Absprachen über illegale Aktionen zu treffen. Unter der Leitung von Adolph Kummernuss entstand bis 1934 eine illegale Organisation, die vor allem im Hamburger Hafen agierte. Von dort dehnte sie sich auf weitere norddeutsche Hafenstädte (Lübeck, Kiel, Flensburg) aus. Eine ähnliche Organisation gab es in Mecklenburg und Vorpommern mit dem zentralen Sitz in Stettin.
Durch einen Spitzel gelang es der Gestapo, einen vernichtenden Schlag gegen die gesamte Widerstandsgruppe durchzuführen. Alle Mitglieder gerieten in Haft. Kummernuss wurde am 15. Juni 1935 festgenommen und trotzte den Verhören und Misshandlungen im Gestapo-Hauptquartier. Er gab keine Namen preis. Nach mehreren Monaten Einzelhaft im KZ Fuhlsbüttel wurde er im Sommer 1936 nach Berlin verlegt und in kurzen Abständen durch verschiedene Gefängnisse geschleust (Stargard, Hannover, Münster, Hamm, Lingen, Stettin). Am 2. September 1936 begann der Prozess vor einem Sondergericht in Stettin. Wegen dürftiger Beweislage bei der Anklage als Rädelsführer wurde er zu zwei Jahren Gefängnis verurteilt, die er in Neusustrum absaß. Nach seiner Entlassung blieb er unter Polizeiaufsicht und wurde von den Behörden als „wehrunwürdig“ deklariert. Von 1939 bis zum 30. September 1945 arbeitete Kummernuss als Betriebsleiter bei der Firma Nadge & Neffen (Furnierwerk), die 1943 ausgebombt wurde.

## Nachkriegszeit
Nach dem Ende des Zweiten Weltkrieges stellte sich der ehemalige Schauermann sofort dem sich im Aufbau befindenden „Gesamtverband der Verkehrs- und Gemeindearbeiter“ zur Verfügung. Kummernuss gehörte dem engeren Kreis Weimarer Funktionäre an, die sich am 21. Juni 1945 trafen und den Antrag auf Zulassung des Gesamtverbandes bei den Militärbehörden vorbereiteten. Ab dem 1. Oktober 1945 wurde er vom Hamburger „Gesamtverband“ hauptamtlich angestellt. Gemeinsam mit anderen „gestandenen Gewerkschaftern“ bekämpfte Kummernuss die sozialistisch dominierte Einheitsgewerkschaft Sozialistische Freie Gewerkschaft (SFG) und stellte sich hinter den Aufbau sozialdemokratischer Gewerkschaften, die gemäß dem Industrieverbandsprinzip organisiert sein sollten. Seit Juni 1945 war er Mitglied des vorläufigen Verwaltungsausschusses der Gewerkschaften Hamburgs. Im Januar 1946 wurde er zu dessen Vorsitzenden bestimmt.
Insgesamt verschaffte ihm der frühe Start der Gewerkschaftsbewegung in der britischen Zone und die zentrale Rolle der Gewerkschaftshochburg Hamburg einen bedeutenden Einfluss auf die Gestaltung der zukünftigen Politik seines Verbandes. Er verfocht in Hamburg den strikten Kurs einer Industriegewerkschaft unabhängig von allen politischen Parteien und die Integration von Arbeitern, Beamten und Angestellten in einer Organisation. Am 20. Mai 1946 konstituierte sich der Vorstand der „Arbeitsgemeinschaft Verkehr und Öffentlicher Dienst“, in den der Hamburger zum stellvertretenden Vorsitzenden gewählt wurde (1. Vorsitzender: Hans Jahn, Schriftführer: Heinrich Malina). Dem Antrag der Arbeitsgemeinschaft auf Beitritt zur „Internationalen Transportarbeiter-Föderation“ gab der Exekutivrat der ITF auf einer Sitzung am 13. August 1946 in Stockholm statt. Die ITF war das erste internationale Berufssekretariat, das deutsche Gewerkschaften nach dem Krieg aufnahm. Als Anerkennung für den aufrechten Gewerkschafter wurde Kummernuss am 30. Januar 1948 in den Generalrat der „Internationalen Föderation der Gewerkschaften des Personals öffentlicher Dienste“ (IÖD) und am 24. Juli 1948 in den Generalrat der ITF gewählt. Kummernuss war eine der gewerkschaftlichen Führungsfiguren des Wiederaufbaus: Er hatte in Hamburg in der SPD und den Gewerkschaften wichtige Ehrenämter inne, die die typische Hamburger Verflechtung von Freier Hansestadt und organisierter Arbeiterbewegung dokumentierte: Am 30. März 1946 wurde er zum Beisitzer beim Oberverwaltungsgericht ernannt; seit Januar war er Mitglied des Verfassungsausschusses der Hamburger Bürgerschaft; am 2. April 1947 wurde er Deputierter der Behörde für Wirtschaft und Verkehr. Er war einer von sechs Gewerkschaftsvertretern, die sich mit den Arbeitgebern am 19. November 1946 zur ersten Sitzung trafen. Als einer von vier Gewerkschaftern saß Kummernuss seit 1946 in der Kommission, die den Wiederaufbau des Hamburger Gewerkschaftshauses steuerte und seit Februar 1946 war er einer der Geschäftsführer des „Verlags Freier Gewerkschaften GmbH“, der im Jahre 1947 mit der ersten Herausgabe von Geschäftsberichten begann. Seit Juni 1947 gehörte er dem Aufsichtsrat der „Gemeinnützigen Hochseefischerei-Gesellschaft“ in Cuxhaven an.
1947 leitete er als DGB-Vorsitzender die zentrale „Kundgebung gegen den Hunger“. Als scharfer Gegner der Demontage suchte Kummernuss den Kontakt zu den führenden Männern der alliierten Besatzungsmächte, um auf die „Widersinnigkeiten der Sprengungen“ hinzuweisen. Auf der konstituierenden Tagung des Deutschen Gewerkschaftsbundes (Britische Zone) wurde Kummernuss in Bielefeld vom 22. bis 25. April 1947 in den Ausschuss gewählt. Kummernuss eröffnete den Vereinigungsverbandstag der Gewerkschaften Öffentliche Dienste, Transport und Verkehr der britischen Zone vom 9. bis 12. September 1947 in Krefeld.
In der Zeit von Februar bis Oktober 1946 war er Mitglied der durch die britische Besatzungsmacht ernannten Hamburgischen Bürgerschaft. In dieser Zeit gehörte er der Gewerkschaftsfraktion an. Für die SPD war er anschließend von Oktober 1946 bis Oktober 1949 gewähltes Mitglied der Bürgerschaft.

## Vorsitzender der ÖTV und des DGB
Als einer der „Präsidialen“ wurde Kummernuss auf dem Vereinigungsverbandstag der Gewerkschaften des öffentlichen Dienstes, Transport und Verkehr in Stuttgart vom 28. bis 30. Januar 1949 von der Mandatsprüfungskommission als 1. Vorsitzender der Gewerkschaft ÖTV vorgeschlagen und zu einem der beiden Vorsitzenden „mit gleichen Rechten“ (gegen 14 Delegiertenstimmen) gewählt. Mit den Aufgabengebieten Vertretung der Organisation gegenüber der Bundesregierung, den Besatzungsbehörden, dem DGB und der Koordinierung der Hauptfachabteilungen untereinander hatte Kummernuss allerdings die klassischen Ressorts des „Ersten Mannes“ inne. Neben seiner Tätigkeit für die Gewerkschaft ÖTV war Kummernuss an allen entscheidenden Sitzungen bei der Gründung eines Gewerkschaftsbundes im neuen Deutschland beteiligt. Auf dem Gründungskongress des Deutschen Gewerkschaftsbundes für das Gebiet der Bundesrepublik Deutschland wurde er im Oktober 1949 in den Vorstand gewählt. Er wurde auf dem 2. Gewerkschaftskongress vom 3. bis 7. Mai 1955 in Frankfurt am Main und dem 3. Kongress vom 1. bis 6. Juni 1958 in München einstimmig zum Vorsitzenden wiedergewählt.
Auch innerhalb des DGB besetzte Kummernuss zentrale Funktionen. Er war Mitglied des Kuratoriums des Wirtschaftswissenschaftlichen Instituts der Gewerkschaften (WWI) und des Beirates des gewerkschaftseigenen Bund-Verlages. Innerhalb des DGB setzte sich der ÖTV-Vorsitzende für eine Organisationsreform ein, mit dem Ziel, der DGB-Spitze deutlich mehr Kompetenz zuzusprechen. Als „Internationaler Sekretär“ spielte Kummernuss in den beiden großen Berufssekretariaten eine zentrale Rolle.

## Rolle in der Öffentlichkeit
Kummernuss gehörte zu den Gewerkschaftsvorsitzenden, die in der Frühphase der Bundesrepublik Deutschland dissonante Töne setzten. 1951 geißelte er scharf „antidemokratische Erscheinungen“ in der Bundesrepublik. Anlass zur Besorgnis gab ihm besonders die Entwicklung der Soldatenverbände. Scharf und unmissverständlich kritisierte der ehemalige Nazi-Häftling den Einfluss ehemaliger SS-Leute und hoher Generale des Nazi-Regimes auf die Politik der Bundesregierung. Die deutsche Wiederbewaffnung lehnte er kategorisch ab. 
Im Herbst 1951 erschreckte er die Bundesregierung mit radikalen Mitbestimmungsforderungen im öffentlichen Dienst. Den Gewerkschaften wies Kummernuss die Rolle zu, durch demokratische Kontrollen den Funktionsverlust der Parlamente wettzumachen. Polemische Konflikte ließ er mit keinem führenden Bonner Politiker aus. Gesellschaftspolitisch stimmte Kummernuss der „expansiven Lohntheorie“ von Viktor Agartz zu, für die er in den Medien kräftig argumentierte. Innerhalb des Deutschen Gewerkschaftsbundes vertrat Kummernuss – gemeinsam mit Otto Brenner und Wilhelm Gefeller – die Positionen des linken Flügels. Der politische Gegenspieler in dieser Auseinandersetzung war vor allem Georg Leber.
Innenpolitisch zählte der Kampf gegen die geplanten Notstandsgesetze zu den Schwerpunkten seiner letzten Amtsperiode. Er setzte aber auch andere Akzente. So machte er sich für eine konsequente Bildungspolitik stark und warnte vor den möglichen Gefahren unkontrollierter Rationalisierung. Tarifpolitisch drängte er auf kurze Laufzeiten der Verträge, um die Arbeitnehmer nicht von der wirtschaftspolitischen Entwicklung abzukoppeln.

## Ruhestand und letzte Lebensjahre
Kummernus trat auf dem 5. Gewerkschaftstag vom 28. Juni bis 4. Juli 1964 in Dortmund – von allen Seiten hoch geehrt – in den Ruhestand. Seinen Lebensabend verbrachte er in Lübeck. Staatliche Orden und Auszeichnungen hatte er in hanseatischer Tradition stets abgelehnt.
Im Juli 1960 verlieh ihm die ITF auf dem Kongress in Bern in Anerkennung seiner Verdienste die Ehrennadel der ITF. Am 30. Januar 1963 verlieh ihm die „Internationale d'Union de la Résistance et la Déportation“ das „Diplome d'Honeur de la Résistance“, das ihm später in der Frankfurter Paulskirche überreicht wurde. Anlässlich seines 70. Geburtstages wurde die ÖTV-Jugendschule in St. Andreasberg im Harz in Adolph-Kummernuss-Haus umbenannt. Das ver.di-Bildungszentrum Undeloh wurde nach ihm benannt. Seit 1971 war er Mitglied des SPD-Seniorenrates, gegen dessen Umwandlung in eine neue „Arbeitsgemeinschaft für ältere Bürger“ er sich vehement stemmte.
Adolph Kummernuss starb am 7. August 1979 in Travemünde. Die Bestattung erfolgte im engsten Familien- und Freundeskreis auf See.